# کاظم کردوانی
کاظم کردوانی(۱۳۲۵ گرمسار-) پژوهشگر و جامعه‌شناس ایرانی است.

## تحصیلات
کردوانی در مدرسه البرز تحصیلات دبیرستان خود را به پایان برده و برای ادامه تحصیل در رشته جامعه‌شناسی به فرانسه رفت.

## فعالیتهای سیاسی و اجتماعی
کاظم کردوانی پس از ورود به فرانسه در سازمانهای دانشجویان ایرانی مقیم آن کشور فعالیت کرد. وی عضو مؤسس فدراسیون فرانسه بوده و به عضویت هیئت دبیران  کنفدارسیون دانشجویان درآمد. وی در دوره ۱۴ به عنوان دبیر انتشارات کنفدراسیون و در دوره ۱۶ عضو هیئت سه نفره شورای عالی بود.
او همچنین از اعضای کانون نویسندگان ایران است و در شورای بازنگری در شیوه نگارش و خط فارسی هم عضویت داشت. وی از جمله شرکت کنندگان در کنفرانس برلین بود.
وی برادر پرویز کردوانی است.

## ترجمه
آندره مالرو در آیینه آثارش --نویسنده: گائتان پیکون --نشر آگه